# Mistrovství světa v biatlonu 2012 – štafeta mužů
Štafeta mužů na Mistrovství světa v biatlonu 2012 se konala v pátek 9. března v lyžařském středisku Chiemgau Arena jako osmý závod šampionátu. Zahájení štafety proběhlo v 15:15 hodin středoevropského času. Závodu se zúčastnilo celkem 29 štafet.
Obhájcem titulu byl tým Norska. Vedoucím disciplíny ve světovém poháru byl tým Ruska.

## Výsledky
| Pořadí | Č. | Stát                                                                            | Čas                                       | Střelba (L+S)                            | Ztráta  |
| --- | -- | ------------------------------------------------------------------------------- | ----------------------------------------- | ---------------------------------------- | ------- |
| Zlatá medaile                                                                                              | 5  | Norsko Ole Einar Bjørndalen Rune Brattsveen Tarjei Bø Emil Hegle Svendsen       | 1:17:26,8 20:13,5 19:19,5 19:02,4 18:51,4 | 0+1 1+6 0+0 1+3 0+0 0+2 0+1 0+1 0+0 0+0  | —       |
| Stříbrná medaile                                                                                           | 2  | Francie Jean-Guillaume Béatrix Simon Fourcade Alexis Bœuf Martin Fourcade       | 1:17:56,5 19:23,4 19:35,1 19:18,1 19:39,9 | 0+5 0+5 0+1 0+1 0+1 0+0 0+2 0+3          | +29,7   |
| Bronzová medaile                                                                                           | 3  | Německo Simon Schempp Andreas Birnbacher Michael Greis Arnd Peiffer             | 1:18:19,8 19:33.6 19:35.8 19:34.0 19:36.4 | 0+4 0+6 0+0 0+1 0+1 0+3 0+2 0+0 0+1 0+2  | +53,0   |
| 4. | 7  | Itálie Christian de Lorenzi Markus Windisch Dominik Windisch Lukas Hofer        | 1:18:55,7 20:08,6 19:25,1 19:54,3 19:27,7 | 0+5 0+5 0+2 0+1 0+1 0+2 0+2 0+1 0+0 0+1  | +1:28,9 |
| 5. | 6  | Rakousko Simon Eder Christoph Sumann Daniel Mesotitsch Dominik Landertinger     | 1:19:05,7 19:48,8 19:57,9 19:19,0 20:00,0 | 0+1 0+2 0+0 0+0 0+1 0+0 0+0 0+0 0+0 0+2  | +1:38,9 |
| 6. | 1  | Rusko (r) Anton Šipulin Andrei Makoveev Jevgenij Garaničev Dmitrij Malyško      | 1:19:10,9 19:21,9 19:37,2 20:18,0 19:53,8 | 0+7 1+5 0+1 0+1 0+2 1+3 0+3 0+0          | +1:44,1 |
| 7. | 13 | Švýcarsko Ivan Joller Benjamin Weger Claudio Böckli Simon Hallenbarter          | 1:19:27,2 20:13,2 19:19,4 20:18,9 19:35,7 | 0+7 0+6 0+2 0+2 0+2 0+0 0+3 0+3 0+0 0+1  | +2:00,4 |
| 8. | 10 | Ukrajina Serhij Semenov Sergej Sednev Artem Pryma Andrij Deryzemlja             | 1:19:53,6 19:23,1 20:11,1 20:18,1 20:01,3 | 0+2 0+7 0+0 0+0 0+0 0+3 0+1 0+2          | +2:26,8 |
| 9. | 11 | Česko Michal Šlesingr Zdeněk Vítek Jaroslav Soukup Ondřej Moravec               | 1:20:15,0 19:27,5 21:37,1 19:27,5 19:42,9 | 0+2 3+7 0+1 0+2 0+0 3+3 0+0 0+1 0+1 0+1  | +2:48,2 |
| 10. | 12 | USA Lowell Bailey Jay Hakkinen Tim Burke Leif Nordgren                          | 1:20:32,9 19:35,8 20:37,3 19:59,5 20:20,3 | 0+5 0+9 0+0 0+1 0+3 0+3 0+2 0+2 0+0 0+3  | +3:06,1 |
| 11. | 8  | Bělorusko Sergej Novikov Aliaksandr Babchyn Vladimir Alenishko Evgeny Abramenko | 1:20:36,1 20:13,5 20:13,4 20:10,9 19:58,3 | 0+5 0+4 0+2 0+1 0+0 0+2 0+1 0+0          | +3:09,3 |
| 12. | 15 | Slovensko Dušan Šimočko Matej Kazar Martin Otcenas Pavol Hurajt                 | 1:20:36,3 19:48,2 19:51,7 20:36,6 20:19,8 | 0+6 0+6 0+1 0+0 0+3 0+2 0+2 0+3 0+0 0+1  | +3:09,5 |
| 13. | 20 | Kanada Marc-André Bedard Jean-Philippe Leguellec Scott Perras Nathan Smith      | 1:20:47,2 20:48,9 19:37,5 19:58,1 20:22,7 | 1+6 0+4 1+3 0+1 0+0 0+1 0+2 0+1 0+1 0+1  | +3:20,4 |
| 14. | 9  | Slovinsko Klemen Bauer Janez Marič Vasja Rupnik Peter Dokl                      | 1:21:45,9 19:30,7 20:37,9 20:28,2 21:09,1 | 0+5 1+11 0+1 0+2 0+3 0+3 0+1 0+3 0+0 1+3 | +4:19,1 |
| 15. | 24 | Kazachstán Alexsandr Chervyhkov Yan Savitskiy Sergey Naumik Alexandr Trifonov   | 1:22:09,3 20:32,0 19:59,2 20:28,8 21:09,3 | 0+3 0+8 0+1 0+2 0+1 0+1 0+0 0+3 0+1 0+2  | +4:42,5 |
| 16. | 4  | Švédsko Ted Armgren Björn Ferry Carl Johan Bergman Fredrik Lindström            | 1:22:16,5 23:22,5 20:10,6 19:18,8 19:24,6 | 2+4 1+5 2+3 1+3 0+1 0+1 0+0 0+0 0+0 0+1  | +4:49,7 |
| 17. | 14 | Bulharsko Michail Kletcherov Miroslav Kenanov Vladimir Iliev Krasimir Anev      | 1:22:40,6 20:14,4 21:21,9 20:49,2 20:15,1 | 0+8 0+5 0+3 0+1 0+1 0+3 0+3 0+1 0+1 0+0  | +5:13,8 |
| 18. | 17 | Estonsko Kauri Koiv Indrek Tobreluts Roland Lessing Danil Steptsenko            | 1:23:41,8 20:25,0 20:45,0 20:00,7 22:31,1 | 0+3 4+6 0+0 0+0 0+0 1+3 0+0 0+0 0+3 3+3  | +6:15,0 |
| 19. | 19 | Lotyšsko Edgars Piksons Andrejs Rastorgujevs Arturs Kolesnikovs Rolands Puzulis | LAP 20:17,5 20:48,6 22:08,8               | 0+5 1+6 0+1 0+0 0+3 0+3 0+1 1+3 0+0 0+0  | +9:99,9 |
| 20. | 23 | Finsko Jarkko Kauppinen Timo Antila Ahti Toivanen Ville Simola                  | LAP 20:36,2 21:56,7 21:04,4               | 2+6 2+11 0+0 1+3 1+3 1+3 1+3 0+2 0+0 0+3 | +9:99,9 |
| 21. | 21 | Litva Tomas Kaukėnas Karol Dombrovski Karolis Zlatkauskas Aleksandr Lavrinovic  | LAP 20:25,6 21:12,2 22:12,9               | 0+5 1+7 0+1 0+1 0+0 0+2 0+3 1+3 0+1 0+1  | +9:99,9 |
| 22. | 18 | Polsko Krzysztof Plywaczyk Tomasz Sikora Adam Kwak Lukasz Szczurek              | LAP 21:23,4 20:09,9 22:16,2               | 2+6 2+7 1+3 0+1 0+0 0+0 1+3 0+3 0+0 2+3  | +9:99,9 |
| 23. | 16 | Japonsko Junji Nagai Kazuya Inomata Hidenori Isa Ryo Tsunoda                    | LAP 21:46,7 21:12,1 20:27,6               | 2+7 3+9 1+3 1+3 0+0 0+3 0+1 0+0 1+3 2+3  | +9:99,9 |
| 24. | 26 | Čína Chen Haibin Li Zhonghai Ren Long Zhang Chengye                             | LAP 21:32,5 21:35,8 21:47,7               | 0+5 0+9 0+0 0+3 0+2 0+2 0+3 0+1 0+0 0+3  | +9:99,9 |
| 25. | 25 | Srbsko Milanko Petrović Damir Rastić Edin Hodzić Emir Hrkalović                 | LAP 21:08,0 21:42,2 22:43,3               | 0+7 0+8 0+2 0+1 0+1 0+3 0+1 0+1 0+3 0+3  | +9:99,9 |
| 26. | 28 | Belgie Thorsten Langer Pascal Langer Thierry Langer Vincent Naveau              | LAP 22:10,6 23:19,5 22:26,5               | 1+6 0+3 0+1 0+0 1+3 0+2 0+1 0+1 0+1 0+0  | +9:99,9 |
| 27. | 27 | Jižní Korea Jun Je-Uk Lee In-Bok Kim Yong-Gyu Kim Jong-Min                      | LAP 22:16,1 22:18,7 23:03,1               | 3+10 1+7 2+3 0+0 0+2 0+3 0+2 1+3 1+3 0+1 | +9:99,9 |
| 28. | 22 | Spojené království Lee-Steve Jackson Pete Beyer Marcel Laponder Ben Woolley     | LAP 20:53,2 22:49,4 22:12,8               | 0+7 3+7 0+3 0+0 0+1 0+2 0+2 0+2 0+1 3+3  | +9:99,9 |
| 29. | 29 | Chorvatsko Jurica Veverec Tomislav Crnković Zvonimir Tadejević Dino Butković    | LAP 24:00,9 25:57,4 26:14,6               | 1+5 3+9 0+0 2+3 1+3 1+3 0+1 0+2 0+1 0+1  | +9:99,9 |
| Č. – startovní číslo týmu, r – vedoucí tým disciplíny ve světovém poháru, LAP – tým byl předběhnut o kolo. |    |                                                                                 |                                           |                                          |         |